# Großer Preis von Ungarn 1987
Der Große Preis von Ungarn 1987 (offiziell III Magyar Nagydij) fand am 9. August auf dem Hungaroring in Mogyoród in der Nähe von Budapest statt und war das neunte Rennen der Formel-1-Weltmeisterschaft 1987.

## Berichte

### Hintergrund
Dasselbe Teilnehmerfeld, das zwei Wochen zuvor den Großen Preis von Deutschland bestritten hatte, trat auch in Ungarn an.
Ayrton Senna gab bekannt, dass er die Saison 1988 nicht mehr für Lotus, sondern als Teamkollege von Alain Prost bei McLaren bestreiten werde. Lotus-Teamchef Peter Warr nahm daraufhin Nelson Piquet unter Vertrag, da dieser unzufrieden darüber war, dass ihm Frank Williams keinen klaren Nummer-Eins-Status gegenüber Nigel Mansell zusprechen wollte.

### Training
Mansell stand nach dem neunten Qualifying der Saison zum siebten Mal als Pole-Setter fest. Dahinter qualifizierte sich Gerhard Berger für den zweiten Startplatz vor Piquet und Prost. Michele Alboreto und Senna bildeten die dritte Reihe.

### Rennen
Während Mansell seine Pole-Position in eine Führung umsetzte, wurde Berger nach einem vergleichsweise schlechten Start von Piquet überholt. Der Österreicher konterte jedoch bereits in der ersten Kurve erfolgreich. Kurz darauf verlor Piquet den dritten Rang an Alboreto, wodurch zwei Ferrari-Piloten hinter dem führenden Williams von Mansell lagen.
Nach zwölf Runden musste Berger aufgrund eines Differentialschadens aufgeben. In Runde 19 stellte Piquet durch ein Überholmanöver gegen Alboreto eine Williams-Doppelführung her.
Im 44. Umlauf schied mit Alboreto auch der zweite Ferrari-Pilot aufgrund eines technischen Defektes aus. Senna übernahm dadurch die dritte Position. Thierry Boutsen folgte auf dem vierten Rang vor Prost. Zwischen diesen beiden kam es in Runde 59 zu einem Positionswechsel.
Fünf Runden vor dem Ende des Rennens musste Mansell aufgeben, da sich eine Radmutter gelöst hatte. Zum zweiten Mal in Folge profitierte Piquet vom Ausfall eines Führenden in der Schlussphase des Rennens und siegte kampflos. Senna wurde Zweiter vor Prost, Boutsen, Riccardo Patrese und Derek Warwick.

## Meldeliste
| Team                           | Nr. | Fahrer             | Chassis        | Motor                         | Reifen |
| ------------------------------ | --- | ------------------ | -------------- | ----------------------------- | ------ |
| Marlboro McLaren International | 01  | Alain Prost        | McLaren MP4/3  | TAG/Porsche TTE PO1 1.5 V6t   | G      |
| Marlboro McLaren International | 02  | Stefan Johansson   | McLaren MP4/3  | TAG/Porsche TTE PO1 1.5 V6t   | G      |
| Data General Team Tyrrell      | 03  | Jonathan Palmer    | Tyrrell DG016  | Ford Cosworth DFZ 3.5 V8      | G      |
| Data General Team Tyrrell      | 04  | Philippe Streiff   | Tyrrell DG016  | Ford Cosworth DFZ 3.5 V8      | G      |
| Canon Williams Honda Team      | 05  | Nigel Mansell      | Williams FW11B | Honda RA167E 1.5 V6t          | G      |
| Canon Williams Honda Team      | 06  | Nelson Piquet      | Williams FW11B | Honda RA167E 1.5 V6t          | G      |
| Motor Racing Developments      | 07  | Riccardo Patrese   | Brabham BT56   | BMW M12/13 1.5 L4t            | G      |
| Motor Racing Developments      | 08  | Andrea de Cesaris  | Brabham BT56   | BMW M12/13 1.5 L4t            | G      |
| West Zakspeed Racing           | 09  | Martin Brundle     | Zakspeed 871   | Zakspeed 1500/4 1.5 L4t       | G      |
| West Zakspeed Racing           | 10  | Christian Danner   | Zakspeed 871   | Zakspeed 1500/4 1.5 L4t       | G      |
| Camel Team Lotus Honda         | 11  | Satoru Nakajima    | Lotus 99T      | Honda RA166E 1.5 V6t          | G      |
| Camel Team Lotus Honda         | 12  | Ayrton Senna       | Lotus 99T      | Honda RA166E 1.5 V6t          | G      |
| Team El Charro AGS             | 14  | Pascal Fabre       | AGS JH22       | Ford Cosworth DFZ 3.5 V8      | G      |
| Leyton House March Racing Team | 16  | Ivan Capelli       | March 871      | Ford Cosworth DFZ 3.5 V8      | G      |
| USF&G Arrows Megatron          | 17  | Derek Warwick      | Arrows A10     | Megatron M12/13 1.5 L4t       | G      |
| USF&G Arrows Megatron          | 18  | Eddie Cheever      | Arrows A10     | Megatron M12/13 1.5 L4t       | G      |
| Benetton Formula Ltd           | 19  | Teo Fabi           | Benetton B187  | Ford Cosworth GBA 1.5 V6 t    | G      |
| Benetton Formula Ltd           | 20  | Thierry Boutsen    | Benetton B187  | Ford Cosworth GBA 1.5 V6 t    | G      |
| Osella Squadra Corse           | 21  | Alex Caffi         | Osella FA1I    | Alfa Romeo 890T 1.5 V8t       | G      |
| Minardi F1 Team                | 23  | Adrián Campos      | Minardi M187   | Motori Moderni 615-90 1.5 V6t | G      |
| Minardi F1 Team                | 24  | Alessandro Nannini | Minardi M187   | Motori Moderni 615-90 1.5 V6t | G      |
| Ligier Loto                    | 25  | René Arnoux        | Ligier JS29C   | Megatron M12/13 1.5 L4t       | G      |
| Ligier Loto                    | 26  | Piercarlo Ghinzani | Ligier JS29C   | Megatron M12/13 1.5 L4t       | G      |
| Scuderia Ferrari SpA SEFAC     | 27  | Michele Alboreto   | Ferrari F1/87  | Ferrari 033D 1.5 V6t          | G      |
| Scuderia Ferrari SpA SEFAC     | 28  | Gerhard Berger     | Ferrari F1/87  | Ferrari 033D 1.5 V6t          | G      |
| Larrousse Calmels              | 30  | Philippe Alliot    | Lola LC87      | Ford Cosworth DFZ 3.5 V8      | G      |

## Klassifikationen

### Qualifying
| Pos. | Fahrer             | Konstrukteur           | 1. Qualifikationstraining | 1. Qualifikationstraining | 2. Qualifikationstraining | 2. Qualifikationstraining | Start |
| Pos. | Fahrer             | Konstrukteur           | Zeit                      | Ø-Geschwindigkeit         | Zeit                      | Ø-Geschwindigkeit         | Start |
| ---- | ------------------ | ---------------------- | ------------------------- | ------------------------- | ------------------------- | ------------------------- | ----- |
| 01   | Nigel Mansell      | Williams-Honda         | 1:28,047                  | 164,121 km/h              | 1:28,682                  | 162,946 km/h              | 01    |
| 02   | Gerhard Berger     | Ferrari                | 1:31,080                  | 158,656 km/h              | 1:28,549                  | 163,191 km/h              | 02    |
| 03   | Nelson Piquet      | Williams-Honda         | 1:30,842                  | 159,072 km/h              | 1:29,724                  | 161,054 km/h              | 03    |
| 04   | Alain Prost        | McLaren-TAG-Porsche    | 1:30,156                  | 160,282 km/h              | 1:30,327                  | 159,979 km/h              | 04    |
| 05   | Michele Alboreto   | Ferrari                | 1:30,472                  | 159,722 km/h              | 1:30,310                  | 160,009 km/h              | 05    |
| 06   | Ayrton Senna       | Lotus-Honda            | 1:31,387                  | 158,123 km/h              | 1:30,387                  | 159,873 km/h              | 06    |
| 07   | Thierry Boutsen    | Benetton-Ford          | 1:30,748                  | 159,237 km/h              | 1:30,810                  | 159,128 km/h              | 07    |
| 08   | Stefan Johansson   | McLaren-TAG-Porsche    | 1:31,228                  | 158,399 km/h              | 1:31,940                  | 157,172 km/h              | 08    |
| 09   | Derek Warwick      | Arrows-Megatron        | 1:31,416                  | 158,073 km/h              | 1:34,386                  | 153,099 km/h              | 09    |
| 10   | Riccardo Patrese   | Brabham-BMW            | 1:31,586                  | 157,780 km/h              | 1:32,422                  | 156,352 km/h              | 10    |
| 11   | Eddie Cheever      | Arrows-Megatron        | 1:32,336                  | 156,498 km/h              | 1:33,700                  | 154,220 km/h              | 11    |
| 12   | Teo Fabi           | Benetton-Ford          | 1:32,452                  | 156,302 km/h              | 1:32,639                  | 155,986 km/h              | 12    |
| 13   | Andrea de Cesaris  | Brabham-BMW            | 1:32,628                  | 156,005 km/h              | 1:43,913                  | 139,062 km/h              | 13    |
| 14   | Philippe Streiff   | Tyrrell-Ford           | 1:33,644                  | 154,312 km/h              | 1:34,383                  | 153,104 km/h              | 14    |
| 15   | Philippe Alliot    | Lola-Ford              | 1:33,777                  | 154,093 km/h              | 1:34,014                  | 153,705 km/h              | 15    |
| 16   | Jonathan Palmer    | Tyrrell-Ford           | 1:34,398                  | 153,080 km/h              | 1:33,895                  | 153,900 km/h              | 16    |
| 17   | Satoru Nakajima    | Lotus-Honda            | 1:34,297                  | 153,243 km/h              | 1:34,476                  | 152,953 km/h              | 17    |
| 18   | Ivan Capelli       | March-Ford             | 1:34,950                  | 152,190 km/h              | 1:34,426                  | 153,034 km/h              | 18    |
| 19   | René Arnoux        | Ligier-Megatron        | 1:35,346                  | 151,557 km/h              | 1:34,518                  | 152,885 km/h              | 19    |
| 20   | Alessandro Nannini | Minardi-Motori Moderni | 1:34,796                  | 152,437 km/h              | 1:34,770                  | 152,479 km/h              | 20    |
| 21   | Alex Caffi         | Osella-Alfa Romeo      | 1:36,693                  | 149,446 km/h              | 1:35,594                  | 151,164 km/h              | 21    |
| 22   | Martin Brundle     | Zakspeed               | 1:35,754                  | 150,912 km/h              | 1:35,818                  | 150,811 km/h              | 22    |
| 23   | Christian Danner   | Zakspeed               | 1:35,930                  | 150,635 km/h              | 1:36,371                  | 149,946 km/h              | 23    |
| 24   | Adrián Campos      | Minardi-Motori Moderni | 1:36,067                  | 150,420 km/h              | 1:37,948                  | 147,531 km/h              | 24    |
| 25   | Piercarlo Ghinzani | Ligier-Megatron        | 1:36,411                  | 149,883 km/h              | 1:36,109                  | 150,354 km/h              | 25    |
| 26   | Pascal Fabre       | AGS-Ford               | 1:38,803                  | 146,255 km/h              | 1:37,730                  | 147,860 km/h              | 26    |

### Rennen
| Pos. | Fahrer             | Konstrukteur           | Runden | Stopps | Zeit        | Start | Schnellste Runde |
| ---- | ------------------ | ---------------------- | ------ | ------ | ----------- | ----- | ---------------- |
| 01   | Nelson Piquet      | Williams-Honda         | 76     | 0      | 1:59:26,793 | 03    | 1:30,149         |
| 02   | Ayrton Senna       | Lotus-Honda            | 76     | 0      | + 37,727    | 06    | 1:32,426         |
| 03   | Alain Prost        | McLaren-TAG-Porsche    | 76     | 0      | + 1:27,456  | 04    | 1:31,602         |
| 04   | Thierry Boutsen    | Benetton-Ford          | 75     | 0      | + 1 Runde   | 07    | 1:32,524         |
| 05   | Riccardo Patrese   | Brabham-BMW            | 75     | 0      | + 1 Runde   | 10    | 1:34,387         |
| 06   | Derek Warwick      | Arrows-Megatron        | 74     | 0      | + 2 Runden  | 09    | 1:34,163         |
| 07   | Jonathan Palmer    | Tyrrell-Ford           | 74     | 0      | + 2 Runden  | 16    | 1:34,824         |
| 08   | Eddie Cheever      | Arrows-Megatron        | 74     | 0      | + 2 Runden  | 11    | 1:32,603         |
| 09   | Philippe Streiff   | Tyrrell-Ford           | 74     | 0      | + 2 Runden  | 14    | 1:35,069         |
| 10   | Ivan Capelli       | March-Ford             | 74     | 0      | + 2 Runden  | 18    | 1:34,926         |
| 11   | Alessandro Nannini | Minardi-Motori Moderni | 73     | 0      | + 3 Runden  | 20    | 1:34,519         |
| 12   | Piercarlo Ghinzani | Ligier-Megatron        | 73     | 0      | + 3 Runden  | 25    | 1:36,045         |
| 13   | Pascal Fabre       | AGS-Ford               | 71     | 0      | + 5 Runden  | 26    | 1:36,043         |
| 14   | Nigel Mansell      | Williams-Honda         | 70     | 0      | DNF         | 01    | 1:30,298         |
| –    | Alex Caffi         | Osella-Alfa Romeo      | 64     | 0      | DNF         | 21    | 1:37,046         |
| –    | René Arnoux        | Ligier-Megatron        | 57     | 0      | DNF         | 19    | 1:37,169         |
| –    | Philippe Alliot    | Lola-Ford              | 48     | 0      | DNF         | 15    | 1:35,210         |
| –    | Martin Brundle     | Zakspeed               | 45     | 0      | DNF         | 22    | 1:36,195         |
| –    | Michele Alboreto   | Ferrari                | 43     | 0      | DNF         | 05    | 1:32,679         |
| –    | Andrea de Cesaris  | Brabham-BMW            | 43     | 0      | DNF         | 13    | 1:34,039         |
| –    | Stefan Johansson   | McLaren-TAG-Porsche    | 14     | 0      | DNF         | 08    | 1:34,843         |
| –    | Teo Fabi           | Benetton-Ford          | 14     | 0      | DNF         | 12    | 1:35,210         |
| –    | Adrián Campos      | Minardi-Motori Moderni | 14     | 0      | DNF         | 24    | 1:39,486         |
| –    | Gerhard Berger     | Ferrari                | 13     | 0      | DNF         | 02    | 1:33,826         |
| –    | Christian Danner   | Zakspeed               | 3      | 0      | DNF         | 23    | 1:39,650         |
| –    | Satoru Nakajima    | Lotus-Honda            | 1      | 0      | DNF         | 17    | 2:30,651         |

## WM-Stände nach dem Rennen
Die ersten sechs des Rennens bekamen 9, 6, 4, 3, 2 bzw. 1 Punkt(e).  In der Fahrerwertung wurden die besten elf Resultate, in der Konstrukteurswertung alle Resultate gewertet.

### Fahrerwertung
| Pos. | Fahrer            | Konstrukteur        | Punkte |
| ---- | ----------------- | ------------------- | ------ |
| 01   | Nelson Piquet     | Williams-Honda      | 48     |
| 02   | Ayrton Senna      | Lotus-Honda         | 41     |
| 03   | Alain Prost       | McLaren-TAG-Porsche | 30     |
| 04   | Nigel Mansell     | Williams-Honda      | 30     |
| 05   | Stefan Johansson  | McLaren-TAG-Porsche | 19     |
| 06   | Gerhard Berger    | Ferrari             | 9      |
| 07   | Michele Alboreto  | Ferrari             | 8      |
| 08   | Satoru Nakajima   | Lotus-Honda         | 6      |
| 09   | Thierry Boutsen   | Benetton-Ford       | 5      |
| 10   | Eddie Cheever     | Arrows-Megatron     | 4      |
| 11   | Andrea de Cesaris | Brabham-BMW         | 4      |
| 12   | Jonathan Palmer   | Tyrrell-Ford        | 4      |
| 13   | Philippe Streiff  | Tyrrell-Ford        | 4      |
| 14   | Derek Warwick     | Arrows-Megatron     | 3      |

| Pos. | Fahrer             | Konstrukteur           | Punkte |
| ---- | ------------------ | ---------------------- | ------ |
| 15   | Teo Fabi           | Benetton-Ford          | 3      |
| 16   | Riccardo Patrese   | Brabham-BMW            | 2      |
| 17   | Martin Brundle     | Zakspeed               | 2      |
| 18   | René Arnoux        | Ligier-Megatron        | 1      |
| 19   | Philippe Alliot    | Lola-Ford              | 1      |
| 20   | Ivan Capelli       | March-Ford             | 1      |
| 21   | Christian Danner   | Zakspeed               | 0      |
| 22   | Piercarlo Ghinzani | Ligier-Megatron        | 0      |
| 23   | Pascal Fabre       | AGS-Ford               | 0      |
| 24   | Alessandro Nannini | Minardi-Motori Moderni | 0      |
| 25   | Alex Caffi         | Osella-Alfa Romeo      | 0      |
| –    | Adrián Campos      | Minardi-Motori Moderni | 0      |
| –    | Gabriele Tarquini  | Osella-Alfa Romeo      | 0      |

### Konstrukteurswertung
| Pos. | Konstrukteur        | Punkte |
| ---- | ------------------- | ------ |
| 01   | Williams-Honda      | 78     |
| 02   | McLaren-TAG-Porsche | 49     |
| 03   | Lotus-Honda         | 47     |
| 04   | Ferrari             | 17     |
| 05   | Tyrrell-Ford        | 8      |
| 06   | Benetton-Ford       | 8      |
| 07   | Arrows-Megatron     | 7      |
| 08   | Brabham-BMW         | 6      |

| Pos. | Konstrukteur           | Punkte |
| ---- | ---------------------- | ------ |
| 09   | Zakspeed               | 2      |
| 10   | Ligier-Megatron        | 1      |
| 11   | Lola-Ford              | 1      |
| 12   | March-Ford             | 1      |
| 13   | AGS-Ford               | 0      |
| 14   | Osella-Alfa Romeo      | 0      |
| –    | Minardi-Motori Moderni | 0      |